# Segunda República da Venezuela
A Segunda República da Venezuela é o nome que recebe comumente o período histórico da Venezuela que vai desde o ano 1813 até o ano de 1814. A segunda república se inicia com a libertação da cidade de Cumaná e finaliza na Campanha do Oriente por parte de Santiago Mariño em 3 de agosto de 1813 e a entrada em Caracas de Simón Bolívar em 6 de agosto logo que foi culminado a Campanha Admirável